# Malostigmus pergratus
Malostigmus pergratus är en stekelart som först beskrevs av Girault 1915.  Malostigmus pergratus ingår i släktet Malostigmus och familjen gallglanssteklar. Inga underarter finns listade i Catalogue of Life.